# Talsperre Várzea de Calde
Die Talsperre Várzea de Calde (portugiesisch Barragem de Várzea de Calde) liegt in der Region Mitte Portugals im Distrikt Viseu. Sie staut den Ribeira da Várzea, einen rechten (nördlichen) Nebenfluss des Vouga, zu einem Stausee auf. Die Stadt Viseu befindet sich ungefähr zehn Kilometer südwestlich der Talsperre.
Mit dem Projekt zur Errichtung der Talsperre wurde im Jahre 1995 begonnen. Der Bau wurde 2000 fertiggestellt. Die Talsperre dient der Bewässerung. Sie ist im Besitz der Junta de Agricultores do Regadio de Várzea de Calde.

## Absperrbauwerk
Das Absperrbauwerk besteht aus einem Staudamm mit einer Höhe von 33,5 m über der Gründungssohle (31,5 m über dem Flussbett). Die Dammkrone liegt auf einer Höhe von 549 m über dem Meeresspiegel. Die Länge der Dammkrone beträgt 131 m und ihre Breite 6 m. Das Volumen des Staudamms umfasst 165.000 m³.
Der Staudamm verfügt sowohl über einen Grundablass als auch über eine Hochwasserentlastung. Über den Grundablass können maximal 2,3 m³/s abgeleitet werden, über die Hochwasserentlastung maximal 21 m³/s. Das Bemessungshochwasser liegt bei 24 m³/s; die Wahrscheinlichkeit für das Auftreten dieses Ereignisses wurde mit einmal in 1.000 Jahren bestimmt.

## Stausee
Beim normalen Stauziel von 547,2 m (maximal 547,8 m bei Hochwasser) erstreckt sich der Stausee über eine Fläche von rund 0,066 km² und fasst 0,5638 Mio. m³ Wasser – davon können 0,556 Mio. m³ genutzt werden. Das minimale Stauziel liegt bei 527 m.